# 케네스 놀런드
케네스 놀런드(영어: Kenneth Noland, 1924년 4월 10일~2010년 1월 5일)는 미국의 화가이다.

## 생애
미국 노스캐롤라이나주 애슈빌에서 태어났다. 블랙마운틴 칼리지에서 공부한 후에 프랑스 파리로 건너가 오시프 자드킨과 함께 미술 활동을 했다. 귀국 후 새로운 추상을 개척하였고 1951년부터 1960년대까지 미국 가톨릭 대학교에서 미술을 가르쳤다.
그의 작품은 추상표현주의로 출발하였으며, 입체주의 영향으로 명쾌하고 구획된 색면이 그의 작품의 특징이다. 또한 원이나 산 모양을 원색의 색대(色帶)를 병렬로 하여 평면성을 강조하는 색면회화를 이루고 있다.

## 선별된 작품
- (1958) Ex-Nihilio
- (1958) Lunar Episode
- (1958) Beginning
- (1958) Inside
- (1958) Heat
- (1959) And Half
- (1959) Split
- (1959) Extent
- (1960) Back and Front
- (1960) Earthen Bound
- (1960) Play
- (1961) Highlights
- (1961) Epigram
- (1961) Turnsole
- (1963) Ringing Bell
- (1963) Drifting
- (1963) Thrust
- (1963) East-West
- (1963) New Light
- (1963) Cadmium Radiance
- (1964) Baba Yagga
- (1964) Halfway
- (1964) And Again
- (1964) Tropical Zone
- (1964) Trans West
- (1965) Stack
- (1966) Galore
- (1967) Summer Plain
- (1967) Stria
- (1967) Open End
- (1968) Transvaries
- (1969) Pan
- (1973) Interlocking Color
- (1973) Under Color
- (1975) Burnt Beige
- (1978) Oasis
- (1985) Snow and Ice
- (1989) Doors: Time Ahead
- (1999) Refresh
- (2000) Mysteries: Infanta
- (2000) Mysteries: Afloat